# Neoechinorhynchus buttnerae
Neoechinorhynchus buttnerae är en hakmaskart som beskrevs av Yves-Jean Golvan 1956. Neoechinorhynchus buttnerae ingår i släktet Neoechinorhynchus och familjen Neoechinorhynchidae. Inga underarter finns listade i Catalogue of Life.